# Châteauneuf (Côte-d'Or)
Pour les articles homonymes, voir Châteauneuf.
Châteauneuf-en-Auxois redirige ici.
Châteauneuf (nom officiel), parfois nommé Châteauneuf-en-Auxois, est une commune française située dans le canton d'Arnay-le-Duc du département de la Côte-d'Or, en région Bourgogne-Franche-Comté.

## Géographie

### Situation
Châteauneuf est dans la partie sud-ouest de la Côte-d'Or. Le parc naturel régional du Morvan est à 20 km à l'ouest à vol d'oiseau (28 km par la route).

Paris est à 282 km au nord-ouest, la préfecture Dijon à 43 km à l'est par la A38 (gratuite), son chef-lieu de canton Arnay-le-Duc à 18 km au sud-ouest. Les autres grandes villes les plus proches sont Beaune à 35 km au sud-est, Autun (Saône-et-Loire) à 46 km au sud-ouest, Saulieu à 39 km à l'ouest et Avallon à 73 km au nord-ouest. Plus localement, Pouilly-en-Auxois est à 10 km au nord-ouest et Maconge à 6 km à l'ouest.

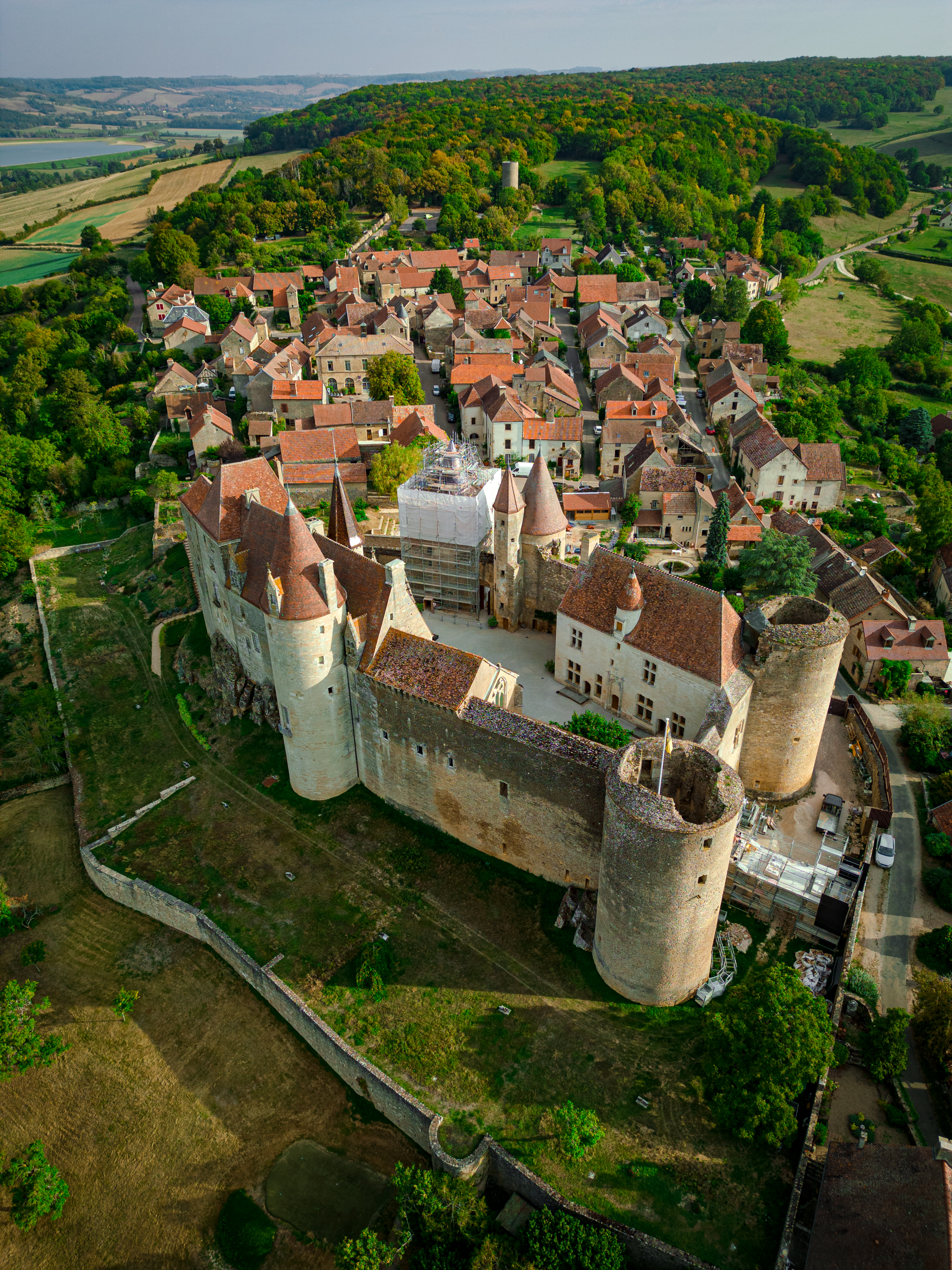
Vue aérienne de Chateauneuf
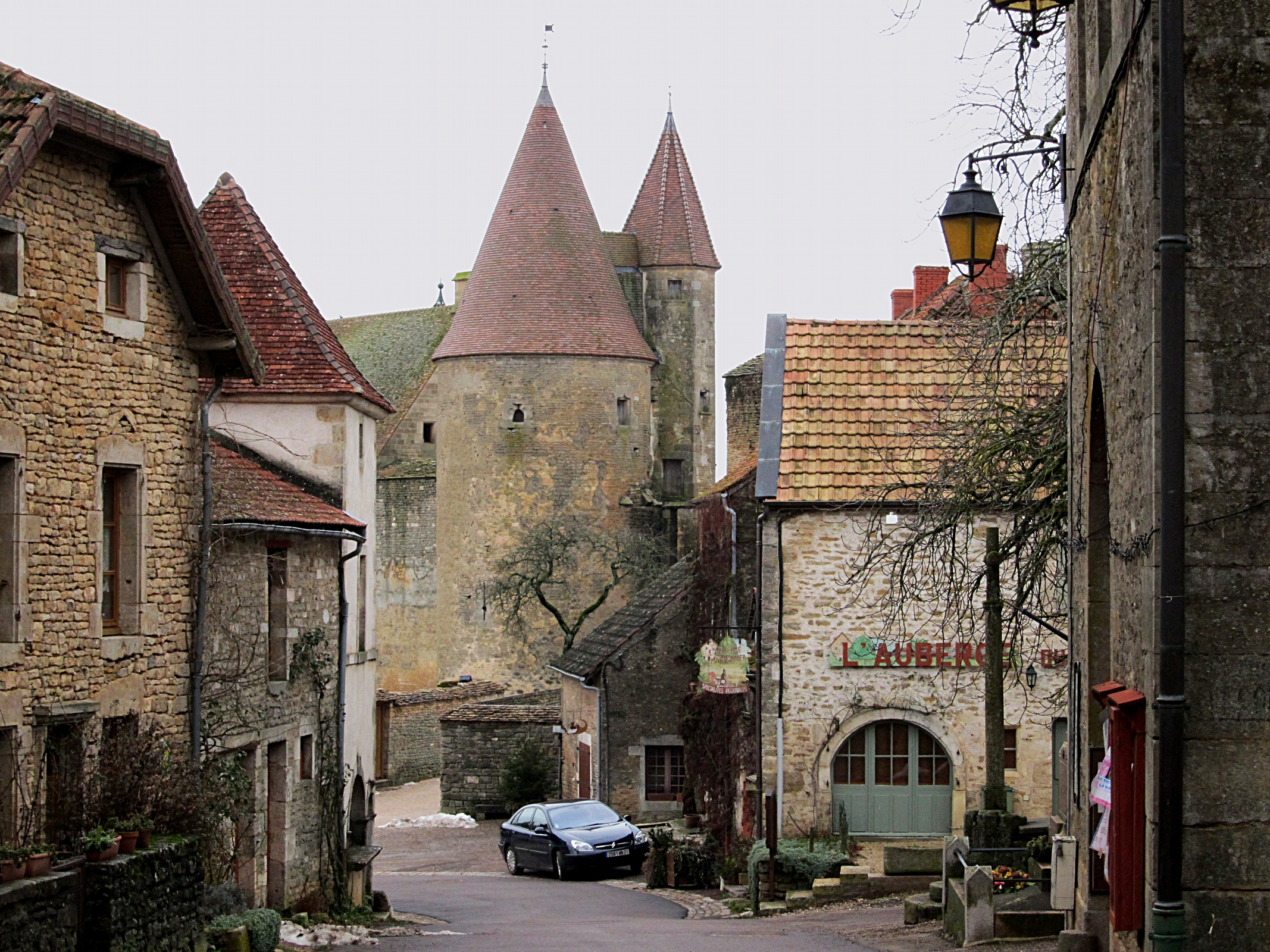
La rue principale et le château de Châteauneuf

### Routes et transports
L'autoroute A6 traverse la partie sud de la commune. L'accès le plus proche est l'échangeur no 24 de Pouilly-en-Auxois à 9 km au nord-ouest ; c'est également un accès à l'autoroute A38, qui débute là et mène à Dijon.
Du bourg partent quatre routes, sur lesquelles viennent se greffer quelques routes et chemins communaux.

La D18A part vers le sud et vers la D18 qui longe le canal de Bourgogne, D18 et canal qui font une brève incursion sur la commune à cet endroit. Hameaux desservis : Tavigny (au pied de la butte de Châteauneuf, où cette route rencontre le ruisseau la Creuse), l'Hôpital, le Pont de Bois (au croisement avec la D18). La D18A retrouve le ruisseau la Creuse en fin de parcours, près de la D18. D18 et canal traversent brièvement la pointe sud de la commune.

À 400 m du bourg sur la D18A, la route de Bouhey part vers le sud-est et rejoint Bouhey à 2,5 km de là. Hameaux desservis : le Vieux Moulin, la Bergerie.

La route de la Bussière part vers le nord-est pour descendre de la butte, puis tourne vers le sud-est pour retrouver la latitude de La Bussière (qui se trouve plein est de Châteauneuf). Hameaux desservis : la Communauté (en bordure du bourg), la Tannerie (sur le cours de la Creuse), la Grande Vendue (en bas de la butte), 

Une route non nommée part vers le nord-ouest pour retrouver, au hameau des Bordes sur Vandenesse, la D977bis qui relie Prémery (Nièvre, à l'ouest) à Sombernon. Le lac de Panthier est à 450 m de l'intersection. Pas de hameaux desservis sur la commune.

Enfin une autre route non nommée descend la butte vers l'ouest et rejoint en 1,2 km la D18 et le canal à l'écluse de la Rèpe n° 18, sur Vandenesse.
L'aérodrome de Pouilly - Maconge, à cheval sur Maconge et Meilly-sur-Rouvres, est à 7,7 km à l'ouest.

### Communes limitrophes
Cinq communes sont limitrophes de Châteauneuf.

### Hydrographie
La Vandenesse, venant de l'ouest, fait une première incursion sur la commune sur environ 350 m près du lieu-dit Moulin Guillaume (en ruines). Elle est alors à 351 m d'altitude. Elle ré-aborde la commune au sud-ouest, sert de limite de communes avec Vandenesse sur environ 800 m puis entre sur le territoire de Châteauneuf. Environ 500 m après, elle reçoit en rive droite le ruisseau de la Miotte, ressert de limite de communes sur 250 m mais cette fois avec Sainte-Sabine, retraverse le territoire de Châteauneuf une dernière fois pour environ 800 m - au cours desquels elle reçoit en rive gauche le ruisseau la Creuse - et quitte la commune définitivement pour rejoindre Bouhey.
Le ruisseau de la Creuse prend source à 1,5 km au nord-est du bourg, à la fontaine Madame. Il descend plein sud, sur le côté est de la butte de Châteauneuf et rejoint la Vandenesse (et le canal) au Pont de Bois après un parcours d'environ 3,3 km.
Treize sources sont indiquées pour la commune, dont la fontaine Madame, source de la Creuse ; la source de Chatoillon, 900 m en aval de la fontaine Madame ; la fontaine au Roi et la fontaine aux Fourches sur la butte Chaumont à l'est de la commune ; et trois sources groupées à l'extrême pointe sud de la commune, côté sud de l'autoroute A6, du canal de Bourgogne et de la Vandenesse. Ces trois sources sont sur le flanc du Montaret, une butte culminant à 515 m d'altitude et entourée d'une vingtaine de sources. Aucune source ne se trouve dans les vallées : elles sont toutes à mi-coteau ou près du haut des coteaux, au Montaret ou ailleurs sur la commune.

### Climat
Pour des articles plus généraux, voir Climat de la Bourgogne-Franche-Comté et Climat de la Côte-d'Or.
En 2010, le climat de la commune est de type climat des marges montargnardes, selon une étude du Centre national de la recherche scientifique s'appuyant sur une série de données couvrant la période 1971-2000. En 2020, Météo-France publie une typologie des climats de la France métropolitaine dans laquelle la commune est exposée à un climat océanique altéré et est dans la région climatique  Bourgogne, vallée de la Saône, caractérisée par un bon ensoleillement (1 900 h/an), un été chaud (18,5 °C), un air sec au printemps et en été et des vents faibles. 
Pour la période 1971-2000, la température annuelle moyenne est de 9,8 °C, avec une amplitude thermique annuelle de 16,9 °C. Le cumul annuel moyen de précipitations est de 906 mm, avec 13,2 jours de précipitations en janvier et 7,9 jours en juillet. Pour la période 1991-2020, la température moyenne annuelle observée sur la station météorologique de Météo-France la plus proche, « Pouilly-en-Aux_sapc », sur la commune de Pouilly-en-Auxois à 8 km à vol d'oiseau, est de 10,7 °C et le cumul annuel moyen de précipitations est de 859,1 mm,. Pour l'avenir, les paramètres climatiques de la commune estimés pour 2050 selon différents scénarios d'émission de gaz à effet de serre sont consultables sur un site dédié publié par Météo-France en novembre 2022.

## Urbanisme

### Typologie
Au 1er janvier 2024, Châteauneuf est catégorisée commune rurale à habitat dispersé, selon la nouvelle grille communale de densité à 7 niveaux définie par l'Insee en 2022.
Elle est située hors unité urbaine et hors attraction des villes,.

### Occupation des sols
L'occupation des sols de la commune, telle qu'elle ressort de la base de données européenne d’occupation biophysique des sols Corine Land Cover (CLC), est marquée par l'importance des territoires agricoles (60,7 % en 2018), en augmentation par rapport à 1990 (59,4 %). La répartition détaillée en 2018 est la suivante : 
forêts (39,3 %), prairies (34,8 %), terres arables (22,9 %), zones agricoles hétérogènes (2,9 %). L'évolution de l’occupation des sols de la commune et de ses infrastructures peut être observée sur les différentes représentations cartographiques du territoire : la carte de Cassini (XVIIIe siècle), la carte d'état-major (1820-1866) et les cartes ou photos aériennes de l'IGN pour la période actuelle (1950 à aujourd'hui).

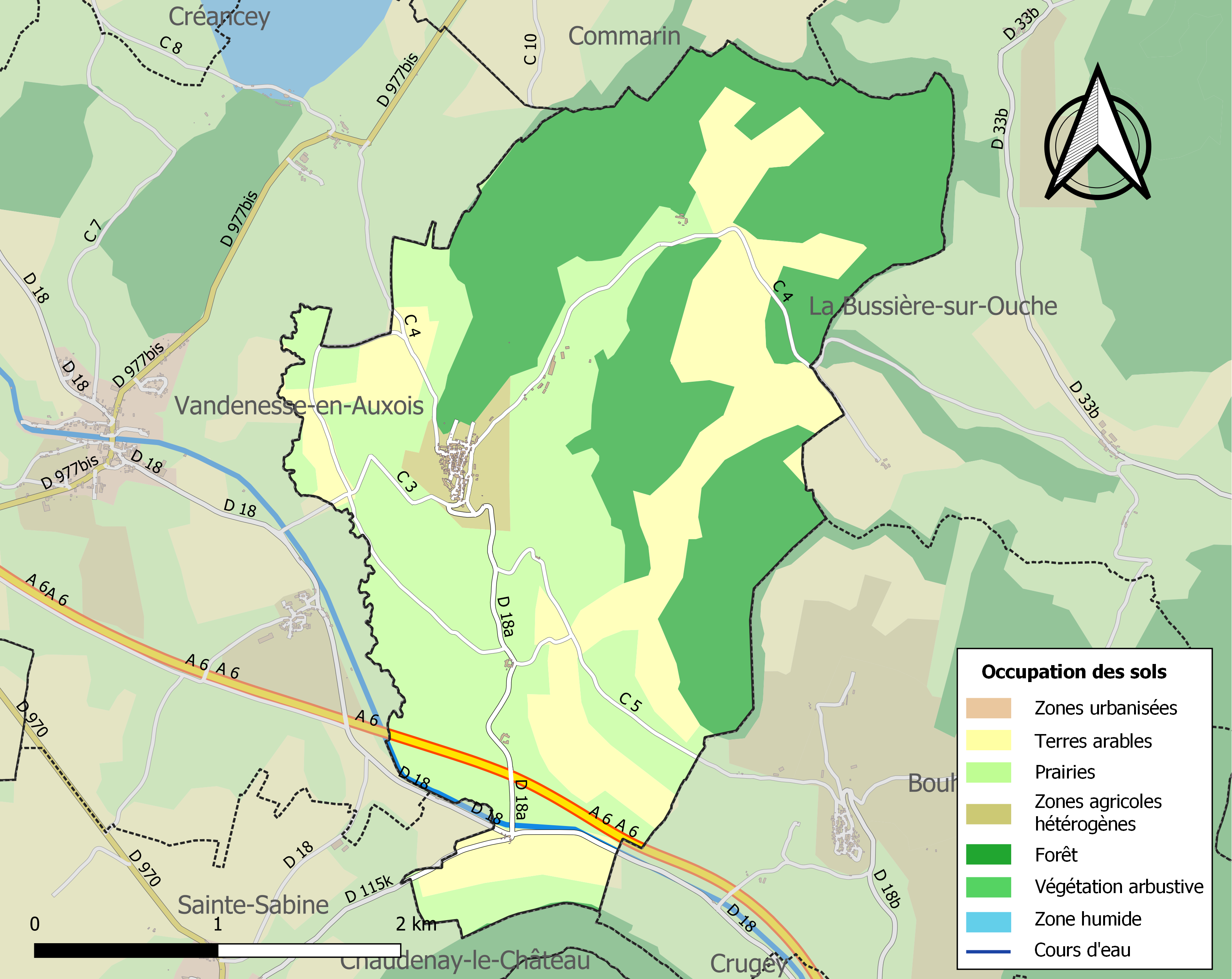
Carte des infrastructures et de l'occupation des sols de la commune en 2018 (CLC).

## Histoire

### Moyen Âge
L'histoire de la commune est intimement liée à celle de sa forteresse, comme l'indique son nom. Ainsi, Châteauneuf apparaît autour du XIIe siècle quand sont bâtis les premiers éléments du château.
L'église Saint-Philippe et Saint-Jacques, ancienne chapelle seigneuriale, porte le blason de l'épouse de Régnier Pot, Catherine d'Angoiselle (Anguissola), grand-mère paternelle de Philippe Pot. Au XVe siècle, le seigneur est donc Philippe Pot (1428-1494, seigneur de 1457 à 1493/94). Fils de René Pot, seigneur de la Roche et autres lieux, il a pour parrain le duc de Bourgogne Philippe le Bon († 1467), qui le fait chevalier dès que l'enfant peut tenir les armes. Il est élevé au moins en partie dans l'hôtel ducal.
Plus tard, Philippe le Bon confie à Philippe Pot plusieurs tâches importantes, dont celles d'arranger les mariages de son héritier Charles le Téméraire († 1477) comte de Charolais avec Catherine de France (1440) puis Isabelle de Bourbon (1454) ; après la mort de Philippe le Bon, Philippe Pot arrange aussi le dernier mariage de Charles le Téméraire, avec Marguerite d'York (1468). Entre-temps, Philippe le Bon lui donne la Toison d'Or et le nomme capitaine des villes de Lille, Douai et Orchies. Il est aussi premier chambellan du duc. Charles le Téméraire, qui hérite du duché à la mort de son père Philippe le Bon en 1466, le maintient dans la plupart de ses charges, notamment à Lille.  Mais sous Marie de Bourgogne, qui hérite de son père Charles le Téméraire en 1477, il est soupçonné d'intelligence avec le roi Louis XI (qui guigne la partie française de l'héritage de Marie, avec le duché de Bourgogne) et renvoyé de Lille. Philippe Pot se tourne vers le roi de France. Cette même année 1477, Louis XI le fait chevalier de l'ordre de Saint-Michel, le nomme premier conseiller, chambellan et grand sénéchal de Bourgogne. Charles VIII (règne en 1483-1498) le maintient comme Grand-sénéchal de Bourgogne. Lorsque Charles VIII veut supprimer le parlement de Dijon pour l'incorporer à celui de Paris, Philippe Pot est député par le parlement de Dijon pour solliciter la révocation de l'édit et accomplit sa mission avec succès. Une épitaphe de Pot le cite comme chevalier d'honneur du parlement de Bourgogne. Philippe Pot est seigneur de Châteauneuf en Auxois, Thorey-sur-Ouche, La Roche et autres lieux.
Châteauneuf était à la fin du Moyen Âge un village prospère à vocation commerçante, protégé par son imposante forteresse. De cette époque restent de nombreuses maisons décorées de frontons et de tourelles d'escalier.

### Temps modernes
Au cours de la période révolutionnaire de la Convention nationale (1792-1795), la commune a porté le nom de Mont-Franc.
Châteauneuf était renommé pour ses truffes.

### Époque contemporaine
1870, la « bataille de Châteauneuf »
Vers la fin novembre 1870, Garibaldi est à Dijon, prêt à y attaquer les Prussiens de Werder qui ont investi la ville. Le général Crémer, qui doit venir en renfort, est à Beaune avec un seul bataillon de mobiles et attend l'arrivée de sa toute nouvelle 1re légion du Rhône commandée par le colonel Celler, arrivée prévue pour le 29 novembre. Il envoie à Garibaldi le colonel Poullet comme émissaire, pour convenir d'une date pour l'attaque de Dijon ; accord est fait pour le 29 novembre mais Garibaldi, trop impatient, attaque Dijon le 26 novembre sans plus attendre – et se fait défaire. Il fait retraite sur Autun, ce que Crémer n'apprend que le 29 novembre et qui le force à se replier sur Nuits. De Nuits, Crémer décide d'aller à Bligny-sur-Ouche (17 km au sud de Vandenesse) avec l'intention de barrer la route aux quelque 7 000 soldats du général prussien Keller qui sont en train de se replier sur Dijon. Crémer donne à  la 1re légion du Rhône l'ordre de le rejoindre à Bligny ; mais il ne sait toujours pas où exactement se trouvent les troupes de Keller. Il établit son quartier général au château de l'ancien maire M. Moreau, qui lui indique une dizaine d'habitants capables de servir d'éclaireurs. À 2 h 30 dans la nuit du 2 au 3 décembre, il apprend que Keller a divisé ses quelque 7 000 soldats entre Vandenesse et Sainte-Sabine (moins de 3 km au sud de Vandenesse) et qu'il ne sait rien de la présence proche de Crémer. Crémer part immédiatement occuper la hauteur de Châteauneuf sur les conseils du commandant Valentin ; Ferrer est supposé emmener la 2e légion du Rhône attaquer les Prussiens bivouaquant à Sainte-Sabine puis rejoindre Maconge, l'autre hauteur encadrant la vallée de Vandenesse, avec Poullet participant à l'attaque de Sainte-Sabine puis repoussant les Prussiens dans le piège de la vallée de Vandenesse, qui aurait alors ses deux coteaux occupés par les Français. Mais Ferrer, qui a des problèmes à établir la discipline nécessaire dans ses troupes, est en retard. Quand il arrive à Sainte-Sabine, les Prussiens en sont déjà partis rejoindre leurs confrères à Vandenesse : il n'est plus possible d'attaquer chaque troupe séparément. Poullet, qui entend la canonnade de Châteauneuf depuis Sainte-Sabine, rallie Vandenesse au plus vite. Mais la bataille se déroule presque uniquement entre la 1re légion et les Prussiens. Dès le matin du 3 décembre, Crémer a ouvert le feu sur les Prussiens dans la vallée. Keller bat finalement en retraite, poursuivi par la 2e légion qui fait quelques prisonniers et s'empare des bagages des troupes de Keller ainsi que de cinq ou six voitures transportant du pétrole. Cette bataille voit 120 Prussiens prisonniers et environ 400 tués ou blessés ; le côté français perd 16 morts et 35 blessés. Du propre dire de Poullet, c'est seulement un demi-succès français car, eût Ferrer été à l'heure, les troupes prussiennes auraient été considérablement  plus diminuées ; tandis que faute d'arriver à temps, la majorité des Prussiens attaqués a pu se retrancher dans Dijon.
En 1939, les séries les plus précieuses des archives du département sont mises à l'abri au château de Châteauneuf.
En 1985, Claude Lelouch choisit le site de la commune et de son château pour le tournage du film Partir, revenir.

## Politique et administration
| Période                                  | Période  | Identité          | Étiquette | Qualité |
| ---------------------------------------- | -------- | ----------------- | --------- | ------- |
| 1983                                     | 2014     | Bernard Jeannin   |           |         |
| 2014                                     | En cours | Jean-Paul Maurice |           | Ouvrier |
| Les données manquantes sont à compléter. |          |                   |           |         |

## Démographie
L'évolution du nombre d'habitants est connue à travers les recensements de la population effectués dans la commune depuis 1793. Pour les communes de moins de 10 000 habitants, une enquête de recensement portant sur toute la population est réalisée tous les cinq ans, les populations de référence des années intermédiaires étant quant à elles estimées par interpolation ou extrapolation. Pour la commune, le premier recensement exhaustif entrant dans le cadre du nouveau dispositif a été réalisé en 2004.

En 2022, la commune comptait 81 habitants, en évolution de −8,99 % par rapport à 2016 (Côte-d'Or : +0,82 %, France hors Mayotte : +2,11 %).
| 1793 | 1800 | 1806 | 1821 | 1831 | 1836 | 1841 | 1846 | 1851 |
| ---- | ---- | ---- | ---- | ---- | ---- | ---- | ---- | ---- |
| 437  | 453  | 523  | 504  | 460  | 487  | 436  | 427  | 406  |

| 1856 | 1861 | 1866 | 1872 | 1876 | 1881 | 1886 | 1891 | 1896 |
| ---- | ---- | ---- | ---- | ---- | ---- | ---- | ---- | ---- |
| 377  | 360  | 344  | 334  | 327  | 301  | 289  | 265  | 257  |

| 1901 | 1906 | 1911 | 1921 | 1926 | 1931 | 1936 | 1946 | 1954 |
| ---- | ---- | ---- | ---- | ---- | ---- | ---- | ---- | ---- |
| 248  | 213  | 208  | 150  | 145  | 140  | 117  | 103  | 75   |

| 1962 | 1968 | 1975 | 1982 | 1990 | 1999 | 2004 | 2006 | 2009 |
| ---- | ---- | ---- | ---- | ---- | ---- | ---- | ---- | ---- |
| 71   | 66   | 63   | 62   | 63   | 83   | 93   | 87   | 85   |

| 2014 | 2019 | 2022 | - | - | - | - | - | - |
| ---- | ---- | ---- | - | - | - | - | - | - |
| 87   | 79   | 81   | - | - | - | - | - | - |

## Culture locale et patrimoine

### Lieux et monuments
- château de Châteauneuf, forteresse médiévale au plan irrégulier qui a conservé bon nombre de ses éléments défensifs et qui veille sur le village et les plaines de l'Auxois.
- Église Saint-Philippe et Saint-Jacques du XVIe siècle qui renferme une "Vierge à l'Enfant" du XIVe siècle, un saint Jean-Baptiste du XVe siècle, un saint-Jacques et un saint-Philippe du XVe ou XVIe siècle. Ces différentes pièces sont classées MH[14].
- Maison du Mouton, inscrite MH[30].
- Maison du Potier d'Étain, inscrite MH[31].
- Maison de Saint-Georges, inscrite MH[32].
- Le village recèle de nombreuses belles portes[33], blasons et linteaux anciens[34]. et des enseignes colorées et ouvragées[35].
- Chapelle Notre-Dame du Chêne, construite par le curé Saulgeot en 1746 après la découverte dans un tronc de chêne d'une statue de la vierge. Située dans la forêt vers le sommet de la butte de Châteauneuf au nord du bourg, il faut emprunter le chemin de droite après l'allée de tilleuls. Elle est dans une clairière gardant encore des restes de vieux murs de clôture en pierre plus ou moins éboulés[36],[loc 3].
- Ruines de l'ermitage Saint-Julien, elles aussi dans la forêt vers le sommet de la butte de Châteauneuf au nord du bourg mais un peu plus loin et par le chemin de gauche après l'allée de tilleuls. Ces belles ruines montrent encore de grands pans de murs, quelques sculptures et de superbes parements et tours de porte en pierre taillée[37],[loc 4].
- Une croix en contrebas de l'église portant l'inscription : « relevée par Mme Clère Marotte, à la mémoire de Mr Jean Blondeau, notaire, son mari, décédé en ce lieu le 4 avril 1815. Requiescat in pace. »[38].
- "Croix de mission" ou calvaire, croix en bois avec Christ fichée dans un socle de pierre taillée, regardant un superbe panorama vers le sud[39],[loc 5]. Elle se trouve à côté du monument funéraire de
- Fontaine de la place aux Bœufs[40],[loc 6].
- Lavoir à l'entrée sud du bourg[41],[loc 7].
- Belle série de quatre abreuvoirs en pierre au-dessus du lavoir[42].
- Tilleuls presque quadricentenaires, plantés en 1627 à la promenade de la Chaume[43],[loc 8].
- Un groupe de sculptures en bois sympathiques dans une  rue parallèle à la rue principale[44].

### Personnalités liées à la commune
- Jacques Blondeau (1766 - 1841), général et baron de l'Empire, né et décédé à Châteauneuf[45] et ses trois frères (André, Antide et Pierre), tous officiers dans l'armée de Napoléon Ier.
- Henri Vincenot, écrivain du XXe siècle.

### Activités associatives, touristiques, festives et sportives
- Village fleuri : deux fleurs.

### Héraldique
| Blason | Blasonnement : D'or à la fasce de sable, aux trois coquilles du même en chef. |